# Jean-Casimir de Saxe-Cobourg
Jean-Casimir de Saxe-Weimar-Cobourg, né le 12 juin 1564 à Gotha et décédé le 16 juillet 1633 à Cobourg
Jean-Casimir de Saxe-Weimar-Cobourg devint duc de Saxe-Weimar-Cobourg en 1566, il ajouta le nom de Gotha en 1567.

## Biographie
Jean-Casimir de Saxe-Weimar-Cobourg appartint à la lignée des Saxe-Cobourg issue de la branche Ernestine, elle-même issue de la première branche de la Maison de Wettin.
En 1566, les cinq États saxons furent réunis en deux administrations Weimar et Cobourg, en 1567 réunit sous la seule administration de Jean-Guillaume de Saxe-Weimar, ce dernier prit le territoire de Weimar et donna le reste à ses deux neveux Jean-Ernest de Saxe-Eisenach et Jean-Casimir de Saxe-Weimar. En 1572, ce dernier laissa à son frère le territoire d'Eisenach, Jean-Casimir de Saxe-Weimar prit Cobourg. Cette lignée s'éteignit en 1603.
Fils de Jean-Frédéric II de Saxe et d'Élisabeth du Palatinat.
Jean-Casimir de Saxe-Weimar-Cobourg épousa en 1586 Anne de Saxe (1567-1613) ils divorcèrent en 1593.
En 1599, Jean-Casimir de Saxe-Weimar-Cobourg épousa Marguerite de Brunswick-Lunebourg (1573-1643), fille de Guillaume, duc de Brunswick-Lunebourg

## Sources
- Hans-Joachim Böttcher: WENIG UND BÖS WAR DIE ZEIT MEINES LEBENS - Anna von Sachsen (1567-1613), Dresden 2016,  (ISBN 978-3-941 757-70-7).